# (11385) Beauvoir
(11385) Beauvoir (1998 SP147) – planetoida z grupy pasa głównego asteroid okrążająca Słońce w ciągu 5,27 lat w średniej odległości 3,03 j.a. Odkryta 20 września 1998 roku.